# Гей-родео
Гей-родео — щорічні спортивні заходи, що проводяться Міжнародною Асоціацією Гей Родео в різних містах США і Канади. Однією з основних особливостей даного заходу є те, що практично всі учасники та глядачі змагань є геями.

## Історія

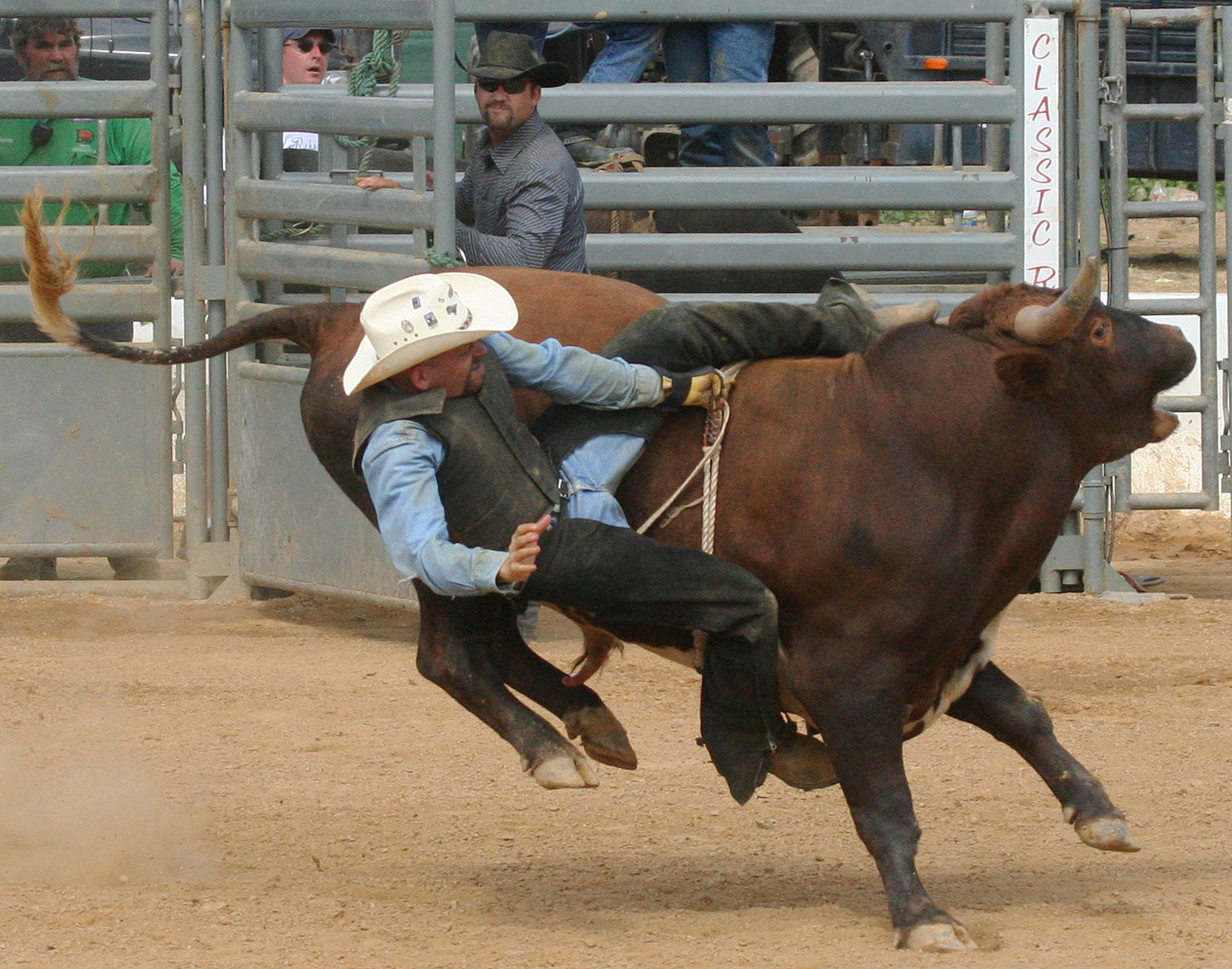
Скачки на дикому бику, штат Меріленд — 2007 рік

Перше в США гей-родео було організовано Філом Рагсдейлом (англ. Phil Ragsdale) 2 жовтня 1976 року в місті Ріно, штат Невада.
Вже на стадії організації заходу, що отримав назву National Reno Gay Rodeo, виникли труднощі. Рагсдейл протягом довгого часу не міг знайти фермерів, згодних надати худобу для гей-родео, але, зрештою, тварини були знайдені, і родео відбулося. Для проведення родео організатори дістали кілька корів, десять телят, свиню і поні. У заході взяло участь більше 100 чоловік.

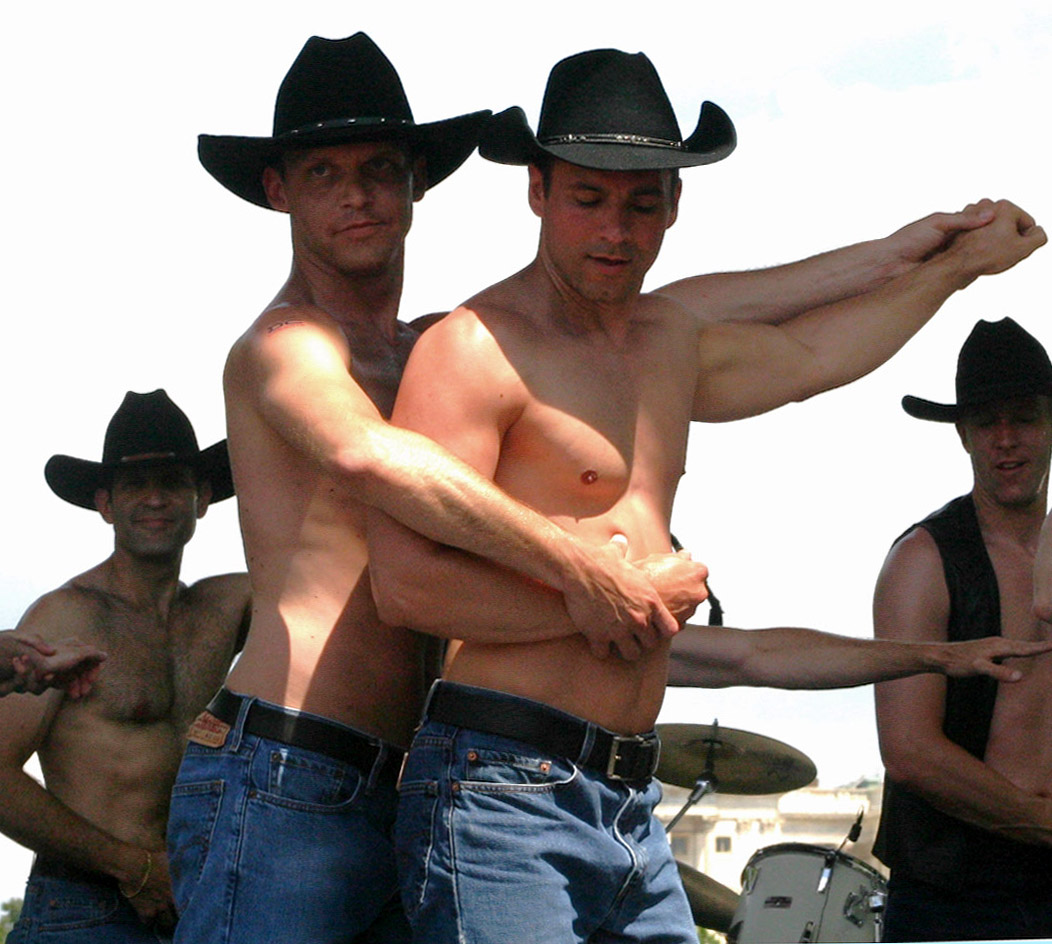
Гей-ковбої на заході у Вашингтоні — 2007 рік

Окрім цілі подолати негативні стереотипи більшості людей про геїв і лесбійок, організатори планували виручені кошти направити на благодійність. В ході National Reno Gay Rodeo 1977 року було зібрано 214 доларів. Всі зібрані кошти були передані в Асоціацію мускульної Дистрофії.
Протягом наступних років було створено ряд організацій гей-родео в Колорадо, Техасі, Аризоні та Каліфорнії. З 1976 по 1985 рік було проведено 14 гей-родео (дев'ять в Ріно, три родео в Колорадо, в Техасі та Каліфорнії).
У 1985 році на базі чотирьох організацій — Arizona Gay Rodeo Association (AGRA), Golden State Gay Rodeo Association (GSGRA), Texas Gay Rodeo Association (TGRA), Colorado Gay Rodeo Association (CGRA) — була сформована Міжнародна Асоціація Гей Родео (IGRA). Першим президентом IGRA був обраний Вейн Джакіно (англ. Wayne Jakino).
З плином часу інтерес до гей-родео зростав, і до IGRA приєднувалися нові організації. В 1986 році приєдналися до асоціації гей-родео з Оклахоми, Канзас року, Міссурі і Нью-Мексико. Це зміцнило основу організації та відкрило можливості для подальшого зросту.
IGRA координує правила проведення гей-родео, встановлює кваліфікацію і веде книги рекордів. Локальні асоціації в складі IGRA щорічно організовують гей-родео, переможці яких беруть участь у Фіналі родео IGRA. Переможці Фіналу родео IGRA, конкурують за звання Міжнародного Чемпіона IGRA.
У заходах організованих Міжнародною Асоціацією Гей Родео і локальними асоціаціями може взяти участь будь-який, незалежно від статі і сексуальної орієнтації.
Змагання гей-родео ні чим не відрізняються від звичайного родео, це — Bull Riding (скачки на дикому бику), Steer Wrestling — завалювання бика, скачки на неосідланому і осідланому коні, скачки навколо бочок та інші. Особливістю гей-родео є жартівливі змагання: Goat Dressing — де наприклад учасники намагаються одягнути на козла труси, Steer Decorating — учасники намагаються прив'язати стрічку до хвоста бика, Dolly Madison Race — гонка в жіночому одязі та інші.
До теперішнього часу Асоціація Гей Родео координує дії 25 асоціацій в 28 американських штатах і деяких канадських провінціях, будучи третьою за величиною асоціацією родео в світі.